# Лагоа-Формоза
Лагоа-Формоза (порт. Lagoa Formosa) — муниципалитет в Бразилии, входит в штат Минас-Жерайс. Составная часть мезорегиона Триангулу-Минейру-и-Алту-Паранаиба. Входит в экономико-статистический микрорегион Патус-ди-Минас. Население составляет 16 547 человек на 2006 год. Занимает площадь 844,539 км². Плотность населения — 19,6 чел./км².
Праздник города — 1 марта. 

## История
Город основан 30 декабря 1962 года. 

## Статистика
- Валовой внутренний продукт на 2003 год составляет 65 737 094,00 реалов (данные: Бразильский институт географии и статистики).
- Валовой внутренний продукт на душу населения на 2003 год составляет 4000,80 реалов (данные: Бразильский институт географии и статистики).
- Индекс развития человеческого потенциала на 2000 год составляет 0,750 (данные: Программа развития ООН).

## География
Климат местности: горный тропический.